# Скубиловка
Скуби́ловка (бел. Скубілаўка) — деревня в Шкловском районе Могилёвской области Белоруссии. Входит в состав Толкачевского сельсовета.

## География
Деревня расположена в 24 километрах на юго-запад от Шклова, в 38 от Могилёва. в 16 км от железнодорожной станции Лотва на линии Могилёв — Орша.

## История
Основана в 1920-х годах переселенцами из соседних деревень. В 1930-х сельчане вступили в колхоз.
В Великую Отечественную войну с июля 1941 года до 26 июля 1944 деревня была оккупирована немецко-фашистскими захватчиками.
В 1990 году в составе колхоза «Рассвет» (центр — деревня Толкачи). В 2007 в составе ОАО «Говяды-Агро» (центр — агрогородок Говяды).

## Население

### Численность
- 2009 год — 2 человека (согласно переписи)

### Динамика
- 1990 год — 10 дворов, 11 жителей
- 1997 год — 5 дворов, 7 жителей
- 2007 год — 1 двор, 1 житель